# Тун
Тун (фр. Thoune, итал. Thun) је град у средишњој Швајцарској. Тун је трећи по величини град у оквиру Кантона Берн и средиште његове јужне, изразито планинске трећине.
Тун је данас познат као важно стециште швајцарске војске са највећим војним гарнизоном у држави.

## Природне одлике
Тун се налази у средишњем делу Швајцарске. Од најближег већег града, Берна град је удаљен 30 км јужно.
Рељеф: Тун је смештен у области Алпа, који се по граду овде називају Тунски Алпи. Град се налази на северозападној обали Тунског језера, на приближно 560 метара надморске висине.
Клима: Клима у Туну је умерено континентална са оштријим одликама због надморске висине и окруженсоти Алпима.
Воде: Тун се налази на месту где позната швајцарска река Ар истиче из Тунског језера.

## Историја
Подручје Туна је било насељено још у време праисторије (Келти) и Старог Рима, али није имало изразитији значај. Назив града потиче од келтске речи дунум, што значи тврђава.
У 7. веку овде се јавља насеље са данашњим именом, које се вековима налазило у поседу Светог римског царства. 1264. године насеље је добило градска права. 1384. године се припојио војводству са средиштем у оближњем граду Берну. Уласком војводства у савез Швајцарске конфедерације и Тун са околином се припаја овом савезу. Ово стање ће се задржати до данас изузев неколико година током Наполеонових ратова.
Током 19. века Тун се почиње полако развијати и јачати економски. Ово благостање се задржало до дан-данас.

## Становништво
2008. године Тун је имао око 42.000 становника. Од тог броја 11,1% су страни држављани.
Језик: Швајцарски Немци чине већину града и немачки језик је доминира у граду (90,5%). Међутим, градско становништво је током протеклих неколико деценија постало веома шаролико, па се на улицама града чују бројни други језици. Тако се данас ту могу чути и италијански и албански језик.
Вероисповест: Месно становништво је од 15. века протестантске вере. Међутим, последњих деценија у граду се знатно повећао удео других вера. И данас су грађани већином протестанти, али ту живе и мањински римокатолици, атеисти, муслимани и православци.

## Привреда
Тун је познат по развијеној индустрији прехране и презизних инструмената. Последњих деценија туризам је постао веома важна привредна грана.

## Знаменитости града
Град Тун је важно туристичко одредиште у држави. Поред природних знаменитости везаних за лепоте околинх Алпа и алпских језера, ту је добро очувано старо градско језгро.

## Галерија слика
- Главни трг у Туну са замком изнад
- Важна пешачка улица
- Приобаље реке Ар
- Главна града црква